# Passo Khyber
O passo Khyber ou «passo Khaibar» (urdu: درہ خیبر) é um grande passo de montanha com 58 km de comprimento, sinuoso e com altitude máxima de 1065 m, entre as montanhas de Safed Koh e Kachmund que fazem parte do Indocuche, entre Afeganistão e Paquistão. É um dos pontos da fronteira Afeganistão-Paquistão mais importantes, e uma das rotas de comércio e localidade militar mais importantes da história.
O passo, que desde 1978 está sob controlo paquistanês na maior parte do trajecto, dirige-se para noroeste de Peshawar para Cabul. Desde 1978 conta com uma estrada e uma linha ferroviária com 34 túneis e 92 pontes, construída durante a década de 1920 pelo preço então astronómico de 2 milhões de libras esterlinas. No local mais estreito não tem mais de 15,89 metros de largura.  

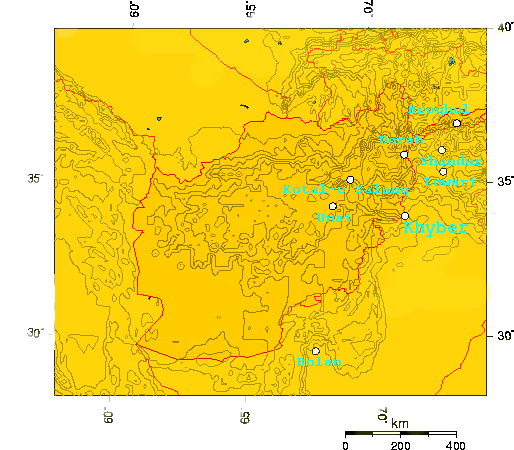
Passos de montanha do Afeganistão

O passo tem início e fim mal definidos, como é costume nos passos de montanha, mas começa a uns 18 km de Peshawar no forte de Jamrud, construído em 1823 pelos Sikhs e atinge o ponto mais elevado em Landi Kotal, a 1067 m de altitude, e depois segue para a fronteira afegã de Torkham. 
Os exércitos têm ao longo da história usado este passo de montanha: em 330 a.C. Alexandre Magno e o seu exército passaram por ele quando se dirigiam para a Índia. O passo foi utilizado pelos persas, mongóis e tártaros e também para difundir o Islão no subcontinente indiano.
Atualmente conta com duas vias, uma para tráfego motorizado e outra, um pouco mais alta, para as caravanas tradicionais. A zona é dominada pela etnia Pashtun.